# Mark N. Brown
Pour les articles homonymes, voir Brown.
Cet article possède un paronyme, voir Mark Brown (homonymie).
Mark Neil Brown est un astronaute américain né le 18 novembre 1951.

## Vols réalisés
Il réalise deux vols en tant que spécialiste de mission :
- 8 août 1989 : Columbia (STS-28)
- 12 septembre 1991 : Discovery (STS-48)